# Riley F. Ennis
Riley Finley Ennis (* 23. April 1897 in Galesburg, Knox County, Illinois; † 11. September 1963) war ein Generalmajor der United States Army. Er war unter anderem Kommandeur der 101. Luftlandedivision.

## Leben
Im Jahr 1918 gelangte Riley Ennis in das Offizierskorps des US-Heeres. In seinen jüngeren Jahren absolvierte er den für Offiziere in den entsprechenden Rangstufen üblichen Dienst in unterschiedlichen Einheiten und Standorten. Dazu gehörten auch Aufgaben als Stabsoffizier in verschiedenen Hauptquartieren. Er absolvierte die Infantry Schools of Arms und war unter anderem Stabsoffizier im 1. Bataillon des 17. Infanterieregiments in Fort Riley.
Während des Zweiten Weltkriegs war Ennis in den Jahren 1944 und 1945 Kommandeur einer Brigade (Combat Command A) der 12. Panzerdivision, die auf dem europäischen Kriegsschauplatz eingesetzt war. Später nahm er am Koreakrieg teil. In den Jahren 1950 bis 1954 war er Stabsoffizier im Hauptquartier des Far East Commands in Südkorea. Für seine dortigen Tätigkeiten wurde er mit der Army Distinguished Service Medal ausgezeichnet. Zwischen Mai 1954 und Oktober 1956 kommandierte er die 101. Luftlandedivision, die in Fort Jackson in South Carolina reaktiviert worden war. Mit diesem Kommando war für einige Zeit auch der Oberbefehl über den Stützpunkt Fort Jackson verbunden. Im April 1956 wurde die Division nach Fort Campbell in Kentucky verlegt.
Nach seiner Zeit als Divisionskommandeur war Riley Ennis in den Jahren 1955 bis 1957 stellvertretender Kommandeur der 6. Armee. Diese hatte ihr Hauptquartier im Presidio in San Francisco. Anschließend ging er in Fort McPherson in Georgia in den Ruhestand.
Riley Ennis starb am 11. September 1963 und wurde auf dem San Francisco National Cemetery beigesetzt.

## Orden und Auszeichnungen
Er erhielt im Lauf seiner militärischen Laufbahn unter anderem folgende Auszeichnungen:
- Army Distinguished Service Medal
- Legion of Merit
- Bronze Star Medal
- National Defense Service Medal
- Korean Service Medal
- World War II Victory Medal